# Zu dir?
Zu dir? ist der zweite Film der Regisseurin Sylvia Borges an der Kunsthochschule für Medien aus dem Jahr 2012. Er entstand in Kooperation mit der FH Dortmund.

## Inhalt
Freya tanzt an einem Sonntagmorgen in einem Club und kommt dabei Max näher. Wortlos tanzen sie miteinander, bis das Licht angeht. Draußen vor dem Club fragt Max: „Zu mir oder zu dir?“ Freya schlägt vor, die Schlüssel zu tauschen und in der jeweils anderen Wohnung zu schlafen. Beim Erkunden der fremden Wohnungen stellen sie fest, dass sie einander auch näher kommen können, ohne sich körperlich nah zu sein.

## Ausstrahlungen
„Zu dir?“ wurde in der Nacht vom 29. zum 30. November 2013 im Anschluss an das Kurzfilm-Magazin Kurzschluss des deutsch-französischen Senders ARTE ab 00:35 Uhr gezeigt. Teil des vorangehenden Magazins war auch ein ausgiebiges Interview mit der Regisseurin Sylvia Borges und der Kamerafrau Claire Jahn.
Der US-amerikanische Sender KQED hat am 15. Juni 2014 „Zu dir?“ (engl. „Your Place“) im Rahmen seiner „Imagemakers – Tomorrows Filmmakers Today“-Reihe gezeigt.
Der US-amerikanische Streaming-Dienst Fandor bietet „zu dir?“ (engl. „Your Place“) als HD-Stream für den amerikanischen Markt an.
Eine weitere Ausstrahlung im Rahmen des Kurzfilm-Magazin Kurzschluss des deutsch-französischen Senders ARTE fand am 19. Oktober 2016 statt.

## Festivalteilnahmen

### Deutschland
- 2012: 46. Internationale Hofer Filmtage (Premiere)[6]
- 2013: 14. Landshuter Kurzfilmfestival (Gewinner des Publikumspreises „Sprungbrett“)[7]
- 2013: Independent Days 13 | Filmfest in Karlsruhe (Gewinner des Hauptpreises in der Kategorie „Low Budget“)[8]
- 2013: Wendland Shorts 2013 in Lüchow-Dannenberg (Gewinner des Publikumspreises)[9]
- 2013: Shorts At Moonlight 2013 in Frankfurt/Main (Gewinner des Publikumspreises „Publikumsliebling von Höchst“)[10]
- 2013: Shorts At Moonlight 2013 in Mainz (Gewinner des Publikumspreises „Veolia Kurzfilmpreis“)[11]
- 2013: 37. Open Air Filmfest Weiterstadt (Wettbewerbsteilnahme)[12]
- 2013: 15. Filmfestival Münster (Gewinner des Publikumspreises „Preis der Münsterschen Filmtheater-Betriebe“)[13]
- 2013: 7. Unlimited Festival in Köln (Gewinner des Publikumspreises „Kölner Fenster“)[14]
- 2014: Off Space Cinema | Mädchenfilm 2014, St. Pauli, Hamburg[15]
- 2014: Shorts At Moonlight 2014 in Mainz[16]
- 2015: 13. La.Meko Filmfestival Landau (Gewinner in der Kategorie „Bester Film“)[17]

### International
- 2012: 18. Festival Tous Ecrans, Genf, Schweiz (Wettbewerbsteilnahme)[18]
- 2012: 18. Internationaal Kortfilmfestival Leuven, Belgien (Gewinner Publikumspreis)[19]
- 2012: 34. Festival Internazionale di Cinema e Donne, Florenz, Italien (Gewinner Publikumspreis)[20]
- 2013: 29th Clermont-Ferrand Short Film Market, Frankreich[21]
- 2013: 7. serseliafam – International Women Film Festival, Vilnius, Litauen[22]
- 2013: 24. Ankara International Film Festival, Türkei[23]
- 2013: 29ème Édition Festival du Cinéma Européen, Lille, Frankreich (Gewinner des „Prix Amour“)[24]
- 2013: Newport Beach Film Festival 2013, Newport Beach, Kalifornien, USA (Wettbewerbsteilnahme „Comedy of Short Errors“)[25]
- 2013: 15. Tel-Aviv International Student Film Festival, Tel-Aviv, Israel (Wettbewerbsteilnahme „Panorama – An Affair To Remember“)[26]
- 2013: 3. OFF – Opuzen Film Festival, Opuzen, Kroatien (Wettbewerbsteilnahme)[27]
- 2013: 1. Filmfestival Kitzbühel, Österreich (Wettbewerbsteilnahme)[28]
- 2013: 10. Bahamas International Film Festival, Bahamas (Wettbewerbsteilnahme)[29]
- 2013: 8. Fresh Wave Filmfestival, Hongkong, China (Wettbewerbsteilnahme)[30]
- 2013: 19. Festival on Wheels, Baku (Aserbaidschan), Drama (Griechenland), Bursa, Çanakkale, Eskişehir, Gaziantep, Istanbul, Ankara, Izmir, Kars, Kayseri, Malatya, Mersin, Ordu, Samsun (alle Türkei), Sarajevo (Bosnien und Herzegowina), Sinop und Tblisi (Georgien)[31]
- 2014: 27. Festival International De Programmes Audiovisuels, Biarriz, Frankreich (Wettbewerbsteilnahme „New Talent Section“)[32]
- 2014: 5. Les Petit Claps-Festival in Metz, Frankreich (Gewinner des Publikumspreises)[33]
- 2014: 9. Vancouver International Woman in Film Festival, Vancouver, Kanada (Wettbewerbsteilnahme „Date Night“)[34]
- 2014: 32. Bergamo Film Meeting 2014, Bergamo, Italien[35]
- 2014: Tournee de la Nuit du Court metrage 2014, Genf, Fribourg, Ste-Croix, Lugano, La Chaux-de-Fonds, Neuchatel, Sion, Morges, Yverdon, Les Breuleux, Lausanne (alle Schweiz)[36]
- 2014: 2. Viewster Online Film Festival (3. Platz im Wettbewerb „Relationship Status: It’s Complicated“)[37]
- 2014: Moondance International Film Festival 2014, Boulder, Colorado, USA (Gewinner des Atlantis Awards für ‘Best Foreign Short Film’)[38]
- 2014: 20. Internationaal Kortfilmfestival Leuven, Belgien (Wettbewerbsteilnahme „Life is…Love“)[39]
- 2015: 1st International Student Filmmaker Award, Hensel, Utah, USA (Gewinner in der Kategorie „Best Screenwriting“)[40]
- 2015: 8. La Cabina Medium Length Film Festival, Valencia, Spanien (Wettbewerbsteilnahme)[41]
- 2015: 14. Cinema Forum, Warschau, Polen[42]

## Auszeichnungen
- 2012: Gewinner des Publikumspreises beim 18. Internationaal Kortfilmfestival Leuven, Belgien
- 2012: Gewinner des Publikumspreises beim 34. Festival Internazionale di Cinema e Donne, Florenz, Italien
- 2013: Gewinner des Publikumspreises „Sprungbrett“ beim 14. Landshuter Kurzfilmfestival
- 2013: Gewinner des „Prix Amour“ beim 29. Festival du Cinéma Européen, Lille, Frankreich
- 2013: Gewinner des Hauptpreises in der Kategorie „Low Budget“ bei den Independent Days 13 | Filmfest, Karlsruhe
- 2013: Gewinner des Publikumspreises bei den Wendland Shorts 2013 in Lüchow-Dannenberg
- 2013: Gewinner des Publikumspreises „Publikumsliebling von Höchst“ bei den Shorts at Moonlight 2013 in Frankfurt/Main
- 2013: Gewinner des Publikumspreises „Veolia-Kurzfilmpreis“ bei den Shorts at Moonlight 2013 in Mainz
- 2013: 3. Platz bei den CILECT Awards 2013 („THE CILECT PRIZE“) für den drittbesten Studentenfilm des Jahres 2013 aller 149 Filmhochschulen weltweit (2013 Verleihung in Buenos Aires, Argentinien)[43]
- 2013: Gewinner des Publikumspreises „Preis der Münsterschen Filmtheater-Betriebe“ bei dem 15. Filmfestival Münster
- 2013: Gewinner des Publikumspreises „Kölner Fenster“ beim 7. Unlimited Festival in Köln
- 2014: Gewinner des Publikumspreises beim 5. Les Petit Claps-Festival in Metz, Frankreich
- 2014: 3. Platz beim 2. Viewster Online Film Festival („Relationship Status: It’s Complicated“)[37]
- 2014: Gewinner des „Atlantis Awards“ für ‘Best Foreign Short Film’ beim Moondance International Film Festival 2014, Boulder, Colorado, USA
- 2015: Gewinner in der Kategorie „Best Screenwriting“ beim 1st International Student Filmmaker Award, Hensel, Utah, USA[44]
- 2015: Gewinner in der Kategorie „Bester Film“ beim 13. La.Meko Internationales Kurzfilmfestival, Landau[45]